# Портрет Константина Великог
Портрет Константина Велоког (Глава Константина Великог) је један од најрепрезентативних експоната Народног музеја у Београду из доба касне антике (од 4. до 6. века) и спада међу најзначајнија и најлепша римска портретна дела овог периода. Реч је о бронзаној глави са ликом цара Константина, сина Констанција I и Хелене, димензије 24cm, која је као случани налаз пронађена на територији данашњег Ниша, на античком локалитету Наисус (лат. Naissus). Вероватно је настала у периоду између 325. и 330. године.
Сматра се да је била део монументалне позлаћене бронзане статуе .
Портрет цара Константина се налази у Збирци за касну антику и рановизантијски период Народног музеја у Београду (инвентарски број 79/IV).